# مركز الإدماج الرقمي
مركز الإدماج الرقمي أو مركز التضمين الرقمي هو منظمة غير ربحية تستخدم التكنولوجيا لمحاربة الفقر، وتحفيز ريادة الأعمال. تنشئ مراكز الإدماج الرقمي وشركاؤها مراكز تنمية مجتمعية في المجتمعات المحلية الريفية ذات الدخل المحدود والمستشفيات والسجون والعيادات النفسية. تعمل تلك المراكز على تقوية ودعم المجتمعات منخفضة الدخل من خلال توفير إمكانية الوصول إلى تكنولوجيا الاتصالات والمعلومات.
التحالف القومي للإدماج/الدمج الإلكتروني؛وهي منظمة غير هادفة للربح مقرها الولايات المتحدة. قامت بتعريف الإدماج الإلكتروني كالتالي: يشير الإدماج الإلكتروني إلى توفير الأنشطة اللازمة لضمان إمكانية حصول كل الأفراد وكل المجتمعات بما فيهم الفئات السكانية الأكثر حرمانا على تكنولوجيا الاتصالات والمعلومات «آي سي تي».
وهذا يتضمن 5 عناصر :
1. خدمة إنترنت قوية ميسورة التكلفة ذات نطاق عريض.
2. أجهزة مؤهلة للارتباط بالإنترنت وتفي باحتياجات المستخدم.[4]
3. توفير الحصول على تدريبات لمحو الأمية الرقمية.
4. دعم تقني يتسم بالجودة.
5. تطبيقات ومحتوى إلكتروني مصمم خصيصًا لتمكين وتشجيع الاكتفاء الذاتي والمشاركة والتعاون.